# Westminster Abbey
Această biserică nu trebuie confundată cu catedrala romano-catolică Westminster Cathedral.
Westminster Abbey (în română Abația Westminster; nume oficial The Collegiate Church of St. Peter, Westminster, în română Biserică colegială Sfântul Petru, Westminster) este o biserică din Londra. Este situată în City of Westminster, la vest de Palace of Westminster. În mod tradițional, aici sunt încoronați și îngropați regii Angliei (mai târziu monarhi britanici).
Construcția sa a început în secolul X. Este mormântul majorității regilor și reginelor engleze, dar și a mai multor oameni celebri. Colțul poeților aduce onoruri scriitorilor Regatului Unit. Aproape toate încoronările monarhilor englezi au avut loc în această abație.

## Istorie
Conform legendei, un pescar numit Aldrich a avut o viziune a Sfântului Petru în apropiere de Tamisa. Între anii 960-970, Sfântul Dunstan, episcopul de Londra, a stabilit o mică abație benedictină în această zonă. Abația, dedicată Sfântului Petru, a fost reconstruită în anul 1042 de către regele Eduard Confesorul, considerat a fi adevăratul fondator al abației, ce își dorea o biserică pentru înmormântarea sa și a succesorilor săi. Biserica a fost sfințită pe data de 28 decembrie 1065, la o săptămână înainte de moartea lui Eduard, dar ea a fost complet finalizată în anul 1090. Pe data de 25 decembrie 1066, aici a avut loc încoronarea lui William Cuceritorul ca rege al Angliei marcând începutul dominației normande. În această perioadă numărul călugărilor din incinta abației a crescut considerabil.
Construcția actualei abații a început sub patronajul regelui Henric al III-lea. Cu toate acestea, biserica în stil gotic a fost finalizată abia în anul 1517.
Abatele de la Westminster era unul dintre cei mai influenți oameni din perioada Angliei medievale. Acest lucru se datora faptului că abația condusă de el era locul unde erau încoronați și înmormântați monarhii, cât și locul unde aveau loc nunțile lor sau cele ale unor nobili importanți. De asemenea, abația se învecina cu Palatul Westminster, abatele având o influență asupra deciziilor luate acolo sau chiar intervenind în discuți în unele cazuri.
Abația s-a îmbogățit nespus de mult pe urma pelerinajelor și a darurilor. Oamenii veneau aici să se închine și să vadă locul unde Aldrich a avut viziunea cu Sfântul Petru. Exista o tradiție ca pescarii să vină să aducă pește din Tamisa călugărilor de la abație. Se spune că abația era cea mai bogată din Anglia, a doua fiind abația Glastonbury.
Inițial romano-catolică, abația Westminster a devenit în anul 1535 anglicană în urma desființării mănăstirilor din Anglia. Atunci călugării au fost alungați, abația desființată (rămânând doar cu numele) și veniturile ei uriașe au fost confiscate de către stat. 
În anul 1540 fosta abație a devenit catedrala Londrei pentru o scurtă perioadă de timp însă, până în anul 1550, când sediul episcopal s-a mutat la Saint Paul. În timpul domniei reginei Maria I (1553-1558) a avut loc o încercare de restaurare a catolicismului în Anglia în urma căreia benedictinii au fost readuși la Westminster, până în 1559, când regina Elisabeta I i-a alungat din nou. 
În anul 1560 regina Elisabeta a acordat abației titlul de biserică regală, independentă de episcopie și supusă direct suveranului. În același timp a devenit biserică colegială, fiind întemeiată aici o renumită universitate. Biserica a suferit numeroase daune în timpul Revoluției engleze, mai ales în anul 1640, când puritanii iconoclaști au distrus unele dintre statuile și mormintele regilor. 
Între anii 1722-1745 arhitectul Nicholas Hawksmoor a reconstruit cele două turnuri gotice înalte de 68 de metri. Până în secolul al XIX-lea abația Westminster a fost unul din cele trei mari centre de învățământ britanic alături de Oxford și Cambridge. Datorită acestui fapt la Westminster a fost tradusă în limba engleză prima treime a Vechiului Testament și ultima jumătate a Noului Testament din celebra King James Bible. New English Bible a fost de asemenea tradusă aici.
Printre cele mai importante evenimente contemporane ce au avut loc în catedrală se numără: înmormântarea prințesei Diana pe 6 septembrie 1997, vizita Papei Benedict al XVI-lea pe 17 septembrie 2010, căsătoria Ducelui și Ducesei de Cambridge pe 29 aprilie 2011 și funerariile reginei Elisabeta a II-a pe 19 septembrie 2022.

## Nunți regale

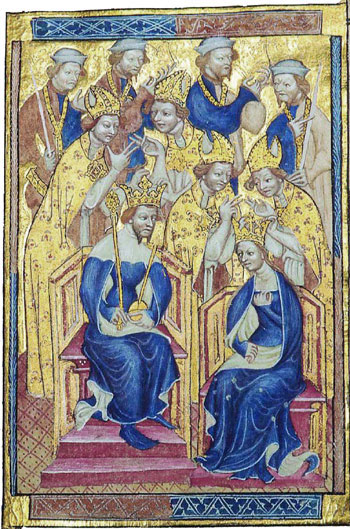
Nunta din 1382 a regelui Richard al II-lea cu Anne de Boemia

1. 11 noiembrie 1100: Regele Henrc I al Angliei s-a căsătorit cu Matilda a Scoției
2. 4 ianuarie 1243: Richard, Conte de Cornwall (mai târziu rege al Germaniei), frate al regelui Henric al III-lea al Angliei, cu Sanchia de Provence (a doua soție). Sanchia era sora lui Eleanor de Provence, soția regelui Henric al III-lea.
3. 9 aprilie 1269: Edmund de Crouchback, Conte de Leicester și Lancaster, fiu al regelui Henric al III-lea s-a căsătorit cu Lady Aveline de Forz
4. 30 aprilie 1290: Joan de Acre, fiica regelui Eduard I, s-a căsătorit cu al 7-lea Conte de Gloucester
5. 8 iulie 1290: Margaret a Angliei, fiica regelui Eduard I, s-a căsătorit cu John II, fiu al Ducelui de Brabant
6. 20 ianuarie 1382: Regele al II-lea al Angliei s-a căsătorit cu Anne de Boemia
7. 18 ianuarie 1486: Regele Henric al VII-lea al Angliei s-a căsătorit cu Elizabeth de York
8. 11 iunie 1509: Henric al VIII-lea al Angliei s-a căsătorit cu Catherine de Aragon
9. 27 februarie 1919: Prințesa Patricia de Connaught s-a căsătorit cu Alexander Ramsay
10. 28 februarie 1922: Prințesa Mary, fiica Regelui George al V-lea, s-a căsătorit cu vicontele Lascelles
11. 26 aprilie 1923: Prințul Albert, Duce de York (mai târziu regele George al V-leaI), al doilea fiu al regelui George al V-lea, s-a căsătorit cu Lady Elizabeth Bowes-Lyon
12. 29 noiembrie 1934: Prințul George, Duce de Kent, fiu al regelui George al V-lea, s-a căsătorit cu Prințesa Marina a Greciei și Danemarcei
13. 20 noiembrie 1947: Prințesa Elisabeta (mai târziu regina Elisabeta a II-a), fiica cea mare a regelui George al VI-lea, s-a căsătorit cu Ducele de Edinburgh
14. 6 mai 1960: Prințesa Margaret, a doua fiică a regelui George al VI-lea, s-a căsătorit cu Antony Armstrong-Jones
15. 24 aprilie 1963: Prințesa Alexandra de Kent  s-a căsătorit cu Angus Ogilvy
16. 14 noiembrie 1973: Prințesa Anne, singura fiică a reginei Elisabeta a II-a  s-a căsătorit cu căpitanul Mark Phillips
17. 23 iulie 1986: Prințul Andrew, Duce de York, al doilea fiu al reginei Elisabeta a II-a, s-a căsătorit cu Sarah Ferguson
18. 29 aprilie 2011: Prințul William, Duce de Cambridge, nepot al reginei Elisabeta a II-a, s-a căsătorit cu Catherine Middleton[1]

## Personalități înhumate
Westminster Abbey este locul unde se află mormintele unora dintre cele mai importante personalități din istoria Marii Britanii. Pe lângă numeroase capete încoronate, în frunte cu Eduard Confesorul, în biserică se odihnesc: Charles Dickens, Charles Darwin, David Livingstone, Geoffrey Chaucer, Isaac Newton, Laurence Olivier, Rudyard Kipling și mulți alții. Se remarcă secțiunea sudică intitulată Colțul poeților.

## Galerie de imagini

Gallery
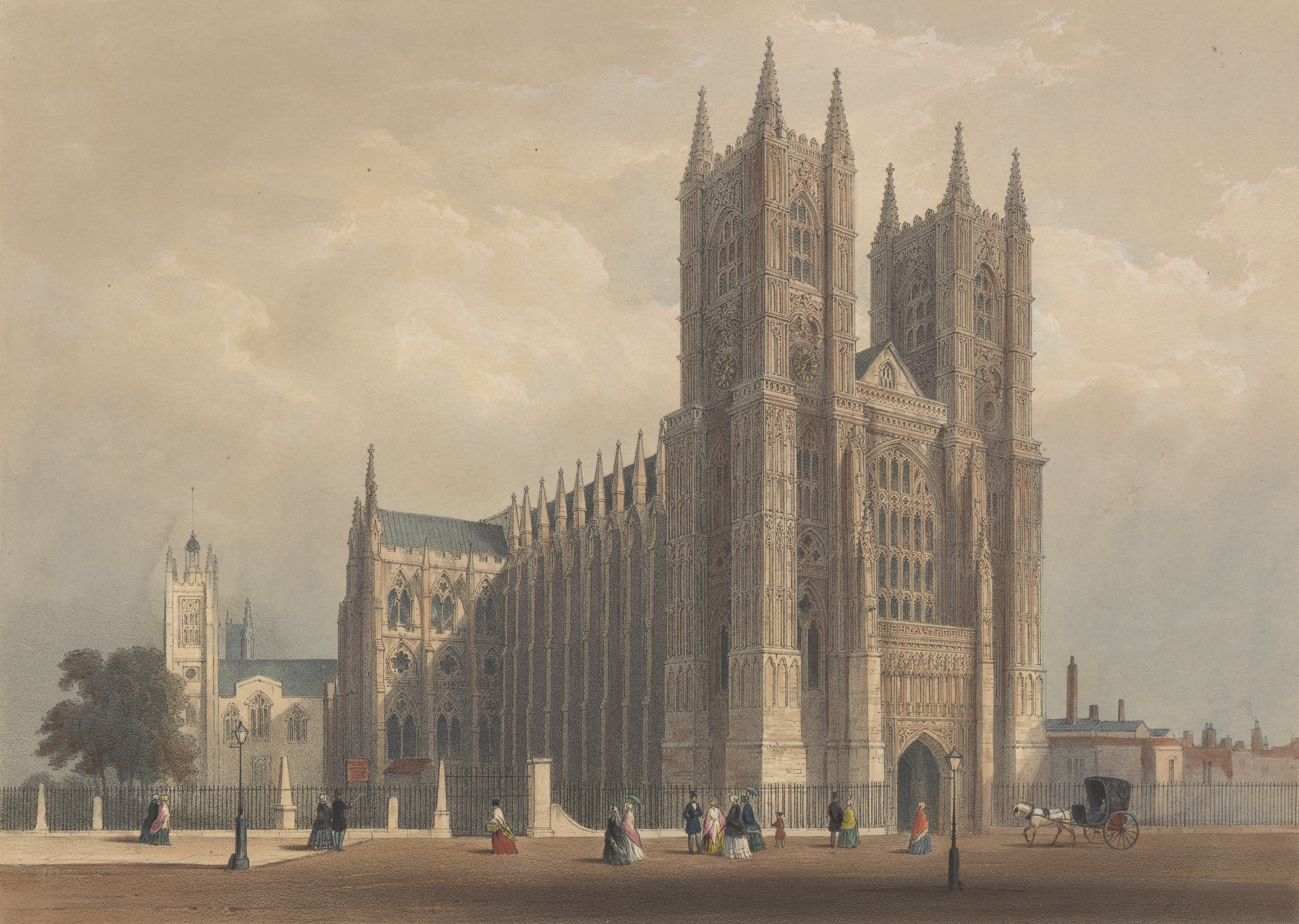
Westminster Abbey
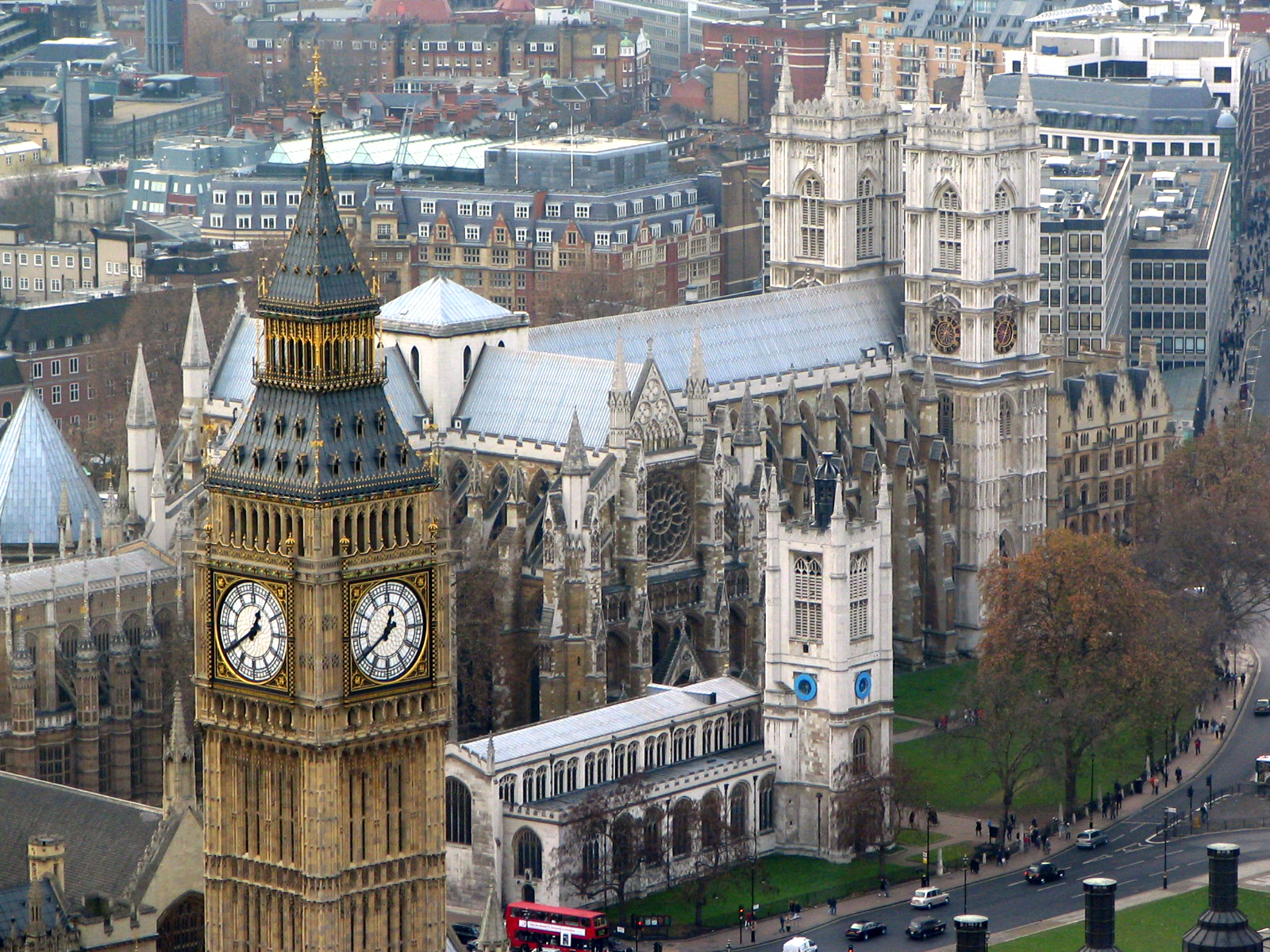
Abația şi Big Ben
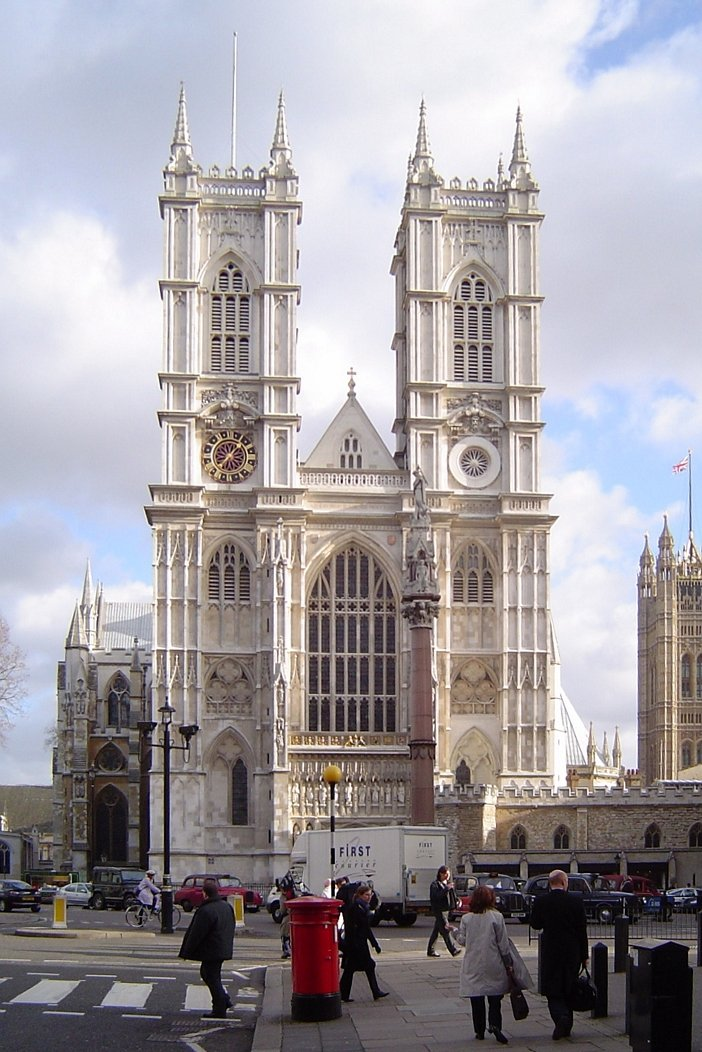
Marea Poartă de Vest și turnurile
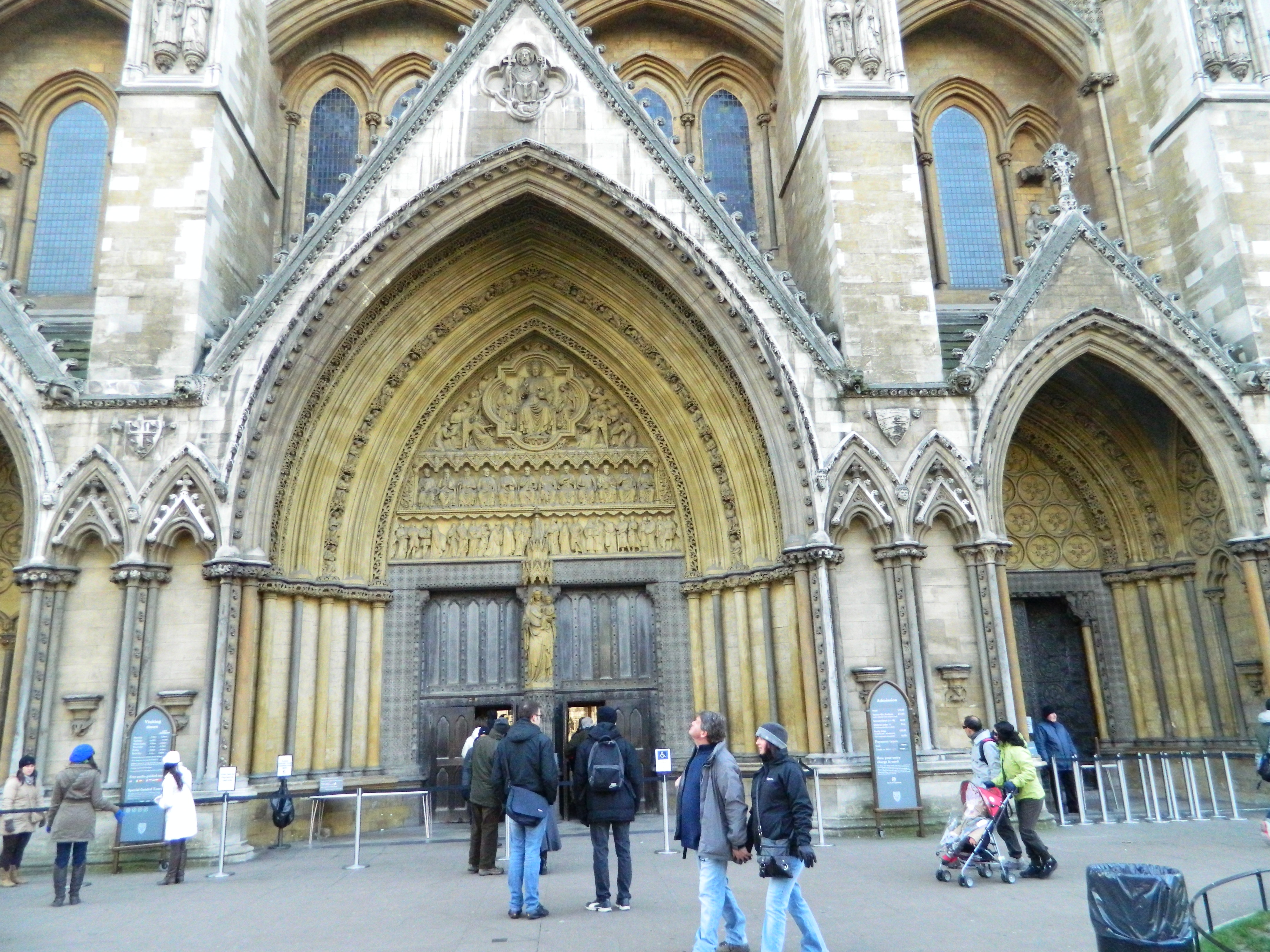
Portalul de la intrare
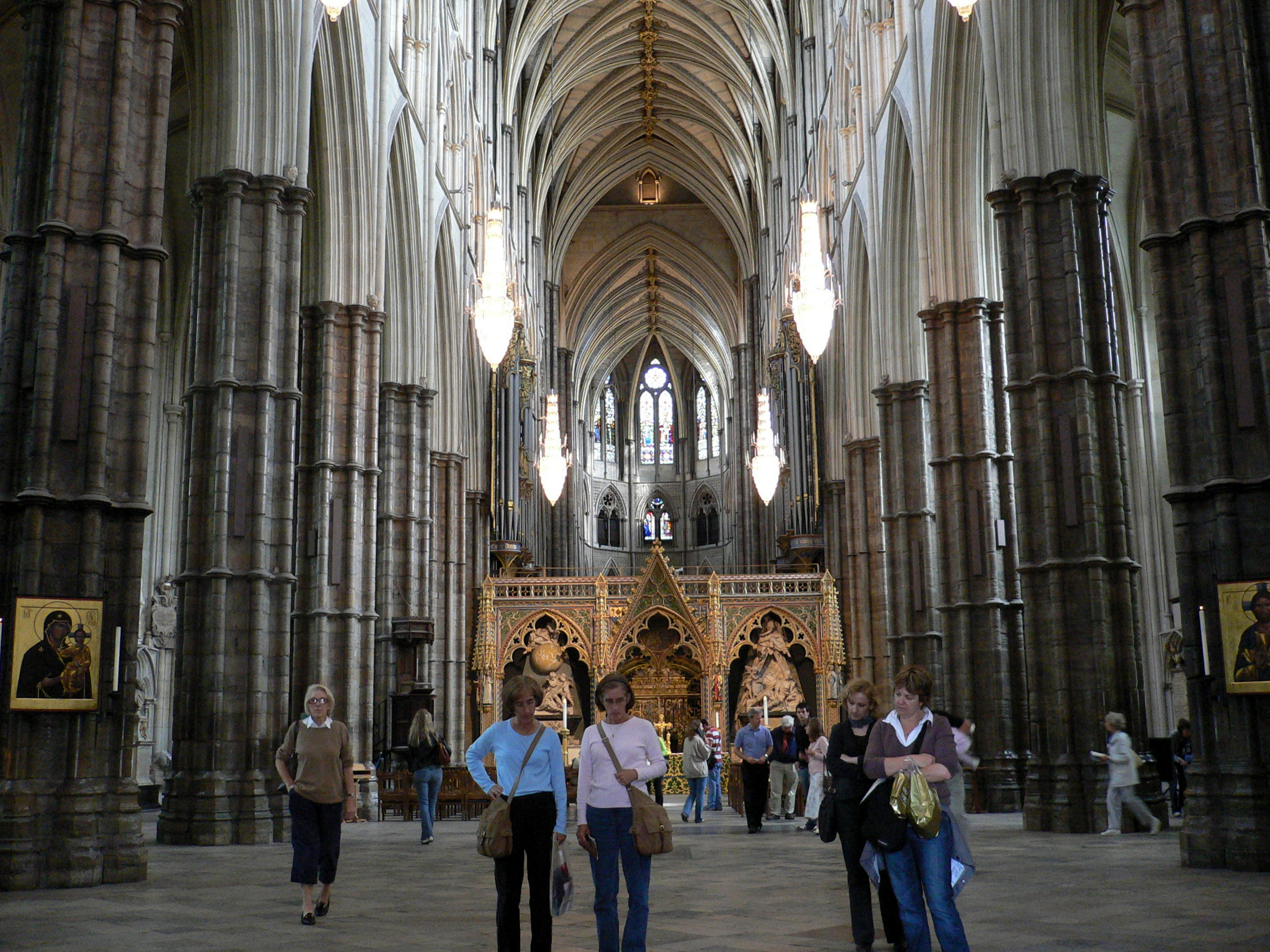
Interior
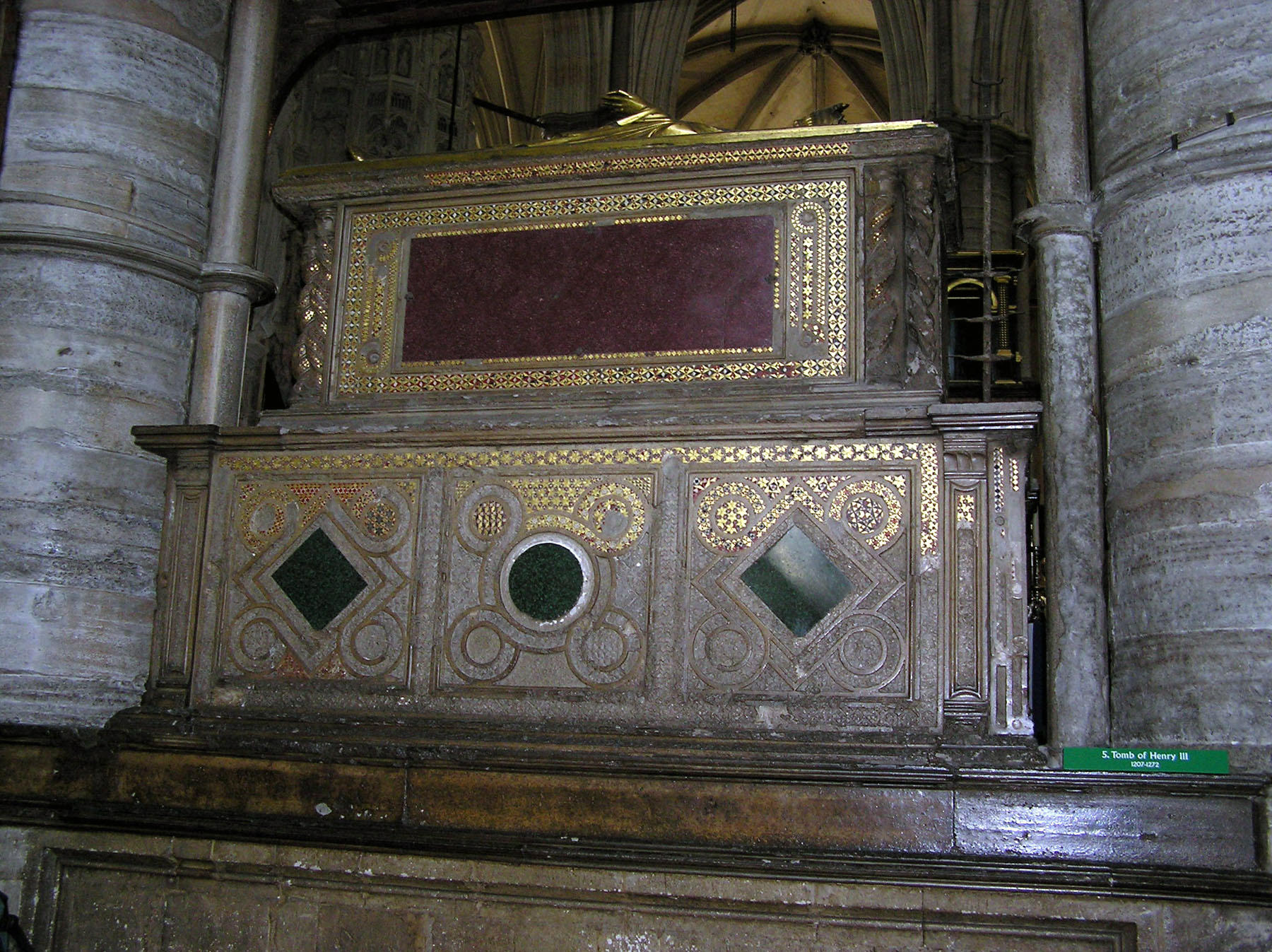
Mormântul regelui Henric al III-lea al Angliei
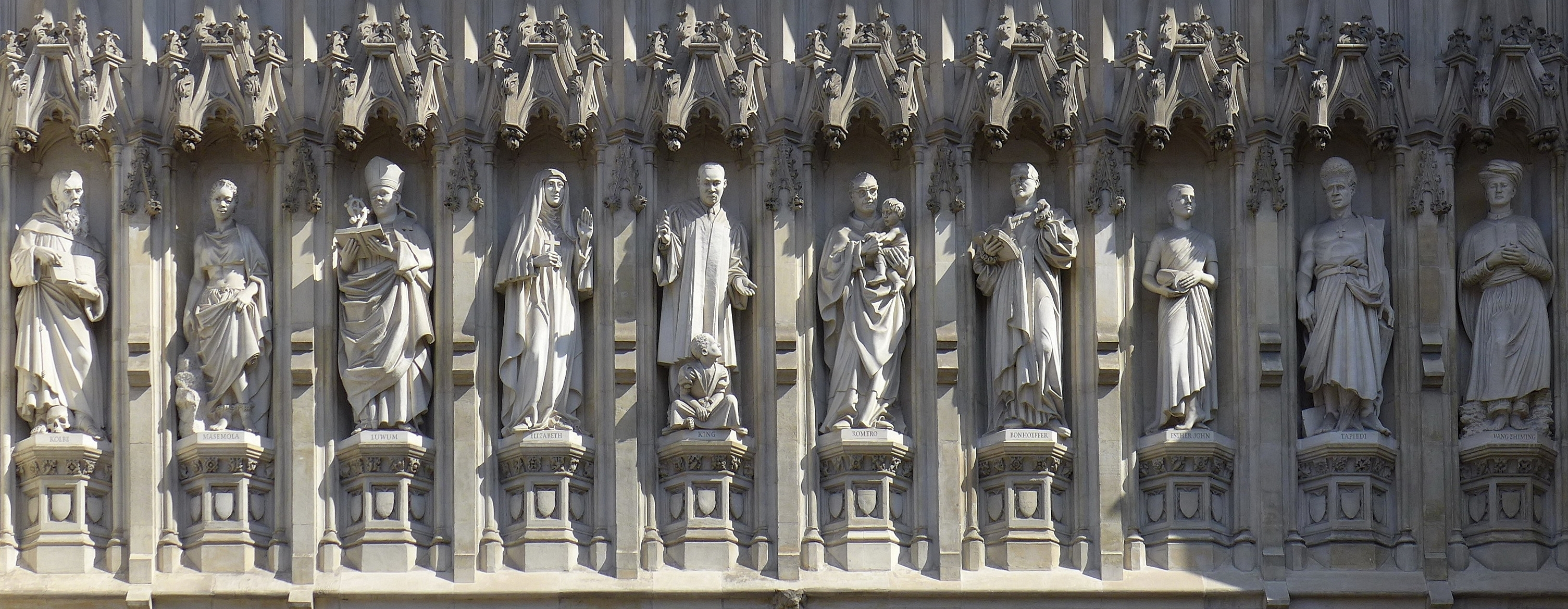
10 martiri din secolul XX.